# George Connerade
George Auguste Joseph Louis Connerade, mort le 27 janvier 2006, fut, pendant la Seconde Guerre mondiale, un agent du service secret britannique Special Operations Executive.
Nom de guerre : « Jacquot ».
Nom de code opérationnel : CALDER
En juin 1943, il fut envoyé en éclaireur dans le nord de la France pour préparer ce qui devait être l'opération HOUSEKEEPER (placée sous le commandement de Hugh Dormer, revenu de Raids SCULLION 1, première tentative - infructueuse - de sabotage de l'usine de schistes bitumineux des Télots, près d’Autun).
HOUSEKEEPER visait le canal de Saint-Quentin, et plus spécialement les écluses de Lesdins. Une équipe de dix hommes avait été formée, que deux avions Halifax devaient transporter. George Connerade avait été déposé dans la région parisienne avec une "lune" d'avance : il devait reconnaître les lieux, prendre les mesures préparatoires et, le moment venu, assurer, sur un terrain approprié, l'accueil de la formation qui, pendant ce temps-là, s’entraînait près de Londres et sur le Grand Union Canal. Il fit tout ce qui était attendu de lui, et, déjà, Hugh Dormer et ses hommes étaient à l'aérodrome, prêts au départ, lorsque tout dut être décommandé : quelqu'un avait parlé à Saint-Quentin ; une centaine d'arrestations étaient en cours et les Allemands plaçaient des gardes au voisinage de toutes les écluses ! George Connerade réussit à échapper à l'ennemi et à revenir en Angleterre. Quant à l'équipe de Hugh Dormer, elle fit une seconde tentative contre l'usine des Thélots et parvint, cette fois, à perturber la production pour un certain temps (mais seulement pour un certain temps ; et ce sera, finalement, l'un des hommes du groupe de Chagny du réseau Portos-MASON, Paul Bureau, qui, seul, après s'être fait embaucher comme ouvrier, saura déterminer et détruire la pièce centrale de l'installation et arrêter définitivement la production de l'usine au début de l'été 1944…)

## Sources et liens externes
- Libre Résistance, bulletin d’information et de liaison, anciens des Réseaux de la Section F du S.O.E. (Special Operations Executive), Amicale BUCK, numéro 17, 2e trimestre 2006, page 2.